# لین هونگ
لین هونگ (انگلیسی: Lynn Hung؛ ‏ چینی: 熊黛林؛ ‏ زادهٔ ۱۰ اکتبر ۱۹۸۰) بازیگر و مانکن اهل چین است.
از فیلم‌ها یا برنامه‌های تلویزیونی که وی در آن نقش داشته است، می‌توان به ایپ من و ایپ من ۳ اشاره کرد.